# The Children's Hour
The Children's Hour é a primeira peça da dramaturga norte-americana Lillian Hellman. Estreou na Broadway em 1934 e ficou em cartaz por dois anos, totalizando 697 apresentações. A peça foi proibida em várias cidades, como Boston e Chicago, nos Estados Unidos, e Londres, na Inglaterra. 
The Children´s Hour teve duas versões para o cinema. A primeira, de 1936, intitulada These Three, teve a narrativa da peça heteronormatizada para atender às exigências do Código Hays, então em vigor. A própria Hellman escreveu o roteiro. A segunda versão, de 1961, recebeu o mesmo título da peça. Ambos os filmes foram dirigidos por William Wyler.